# Bojane
Bojane är en ort i Nordmakedonien. Den ligger i den nordvästra delen av landet, 20 kilometer väster om huvudstaden Skopjes centrum. Bojane ligger 510 meter över havet och antalet invånare är 1 579.